# Northwest Cable News
Northwest Cable News eller NWCN startades den 18 december 1995, och är en regional kabel-TV-kanal i USA som täcker Idaho, Oregon och Washington, samt delar av Alaska, Kalifornien och Montana. Den är väldigt lik CNN, och sänder nyhetsprogram dygnet runt. men inriktningen är i stället regional.

### Fotnoter
1. ↑  Chuck Taylor (20 december 1995). ”Northwest Cable News: Give It Time To Mature” (på engelska). Seattle Times. https://archive.seattletimes.com/archive/19951220/2158655/northwest-cable-news-give-it-time-to-mature. Läst 9 november 2015.